# Заліщицький повіт (Австро-Угорщина)
Заліщицький повіт — адміністративна одиниця коронного краю Королівство Галичини та Володимирії у складі Австро-Угорської імперії (до 1867 року в складі Австрійської імперії). Існував у складі Австро-Угорщини в період з 1867 до 1918 року.

## 1854–1867
1854 року була проведена адміністративна реформа, згідно з якою у складі Королівства Галичини та Володимирії були утворені повіти.
Статистика:
Площа — 6,03 географічних миль² (~332км²)
Населення — 31751 (1866)
Кількість будинків — 4946 (1866)
Староста (нім. Bezirk Vorsteher): Людвіг Кубе (нім. Ludwig Kube) (1866)
Громади (гміни): Заліщики (місто), Старі Заліщики з Пилипчим, Добрівляни, Бедриківці, Журавка, Зежава, Печорна, Дзвиняч, Дуплиська, Лисичники, Голибради, Касперівці, Городок (містечко), Кулаківці, Костельники, Шерилівці, Зозулинці, Синьків, Колодрібка, Шупарка, Шишківці, Новосілка Костюкова, Худіївці, Королівка (містечко), Юр'ямпіль, Сков'ятин, Винятинці.

## 1867—1918
1867 року були скасовані округи, а повіти реорганізовані: частина зникла, а частина збільшилася за рахунок інших. Заліщицький повіт залишився і після реформи.
До його складу увійшла територія Заліщицького повіту разом з Тлустенським повітом, частиною Язлівецького повіту (гміни Бураківка, Беремяни, Цапівці, Хмелева, Дорогичівка, Литячі, Попівці, Садки, Свершківці, Слобідка).
Староста: Владислав Обертинський (пол. Władysław Obertyński, нім. Ladislaus Obertyński, 1867)
Під час Першої світової війни перебував під російською окупацією. В 1918 р. повіт увійшов до складу Західно-Української Народної Республіки.